# Анламани
Анламани — царь Куша (Нубия) с 623 года до н. э., умерший около 593 года до н. э.
Анламани использовал имена, основанные на традиции имянаречения египетских фараонов. Под его владычеством Куш стал сильным государством. Анламани был сыном Сенкаманискена, своего предшественника, и старшим братом Аспелты, своего преемника.

## Правление
Имя Анламани особенно известно со стелы, обнаруженной в храме Кавы. Стела повествует о посещении Кавы матерью Анламани Насалсой, чтобы наблюдать за официальной коронацией сына. Также имеется его решение пристроить четырех своих сестер при храме Амуна в Джебель-Баркалe и отчеты о походах царя против некоторых кочевых племен, угрожавших Каве.
Две гранитных статуи Анламани были найдены в Джебель-Баркале. Одна из статуй сегодня находится в Национальном музее Хартума (Судан), а другая (12 футов высотой) — в Бостонском музее изобразительных искусств. Анламани был похоронен в пирамиде N6 в Нури. Его усыпальницу составляет большая камера, украшенная религиозными текстами и содержащая саркофаг.

## Фотогалерея

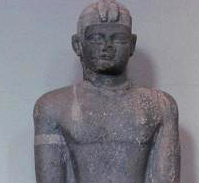
Статуя Анламани из Лондона
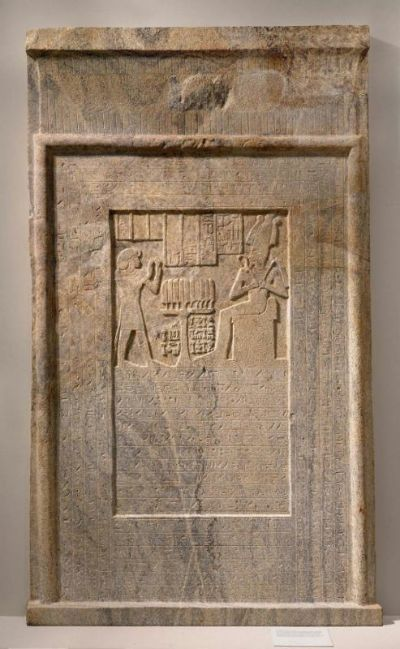
Стела Анламани
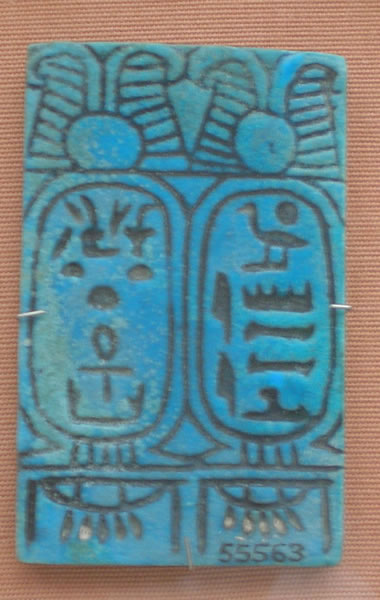
Картуш Анламани
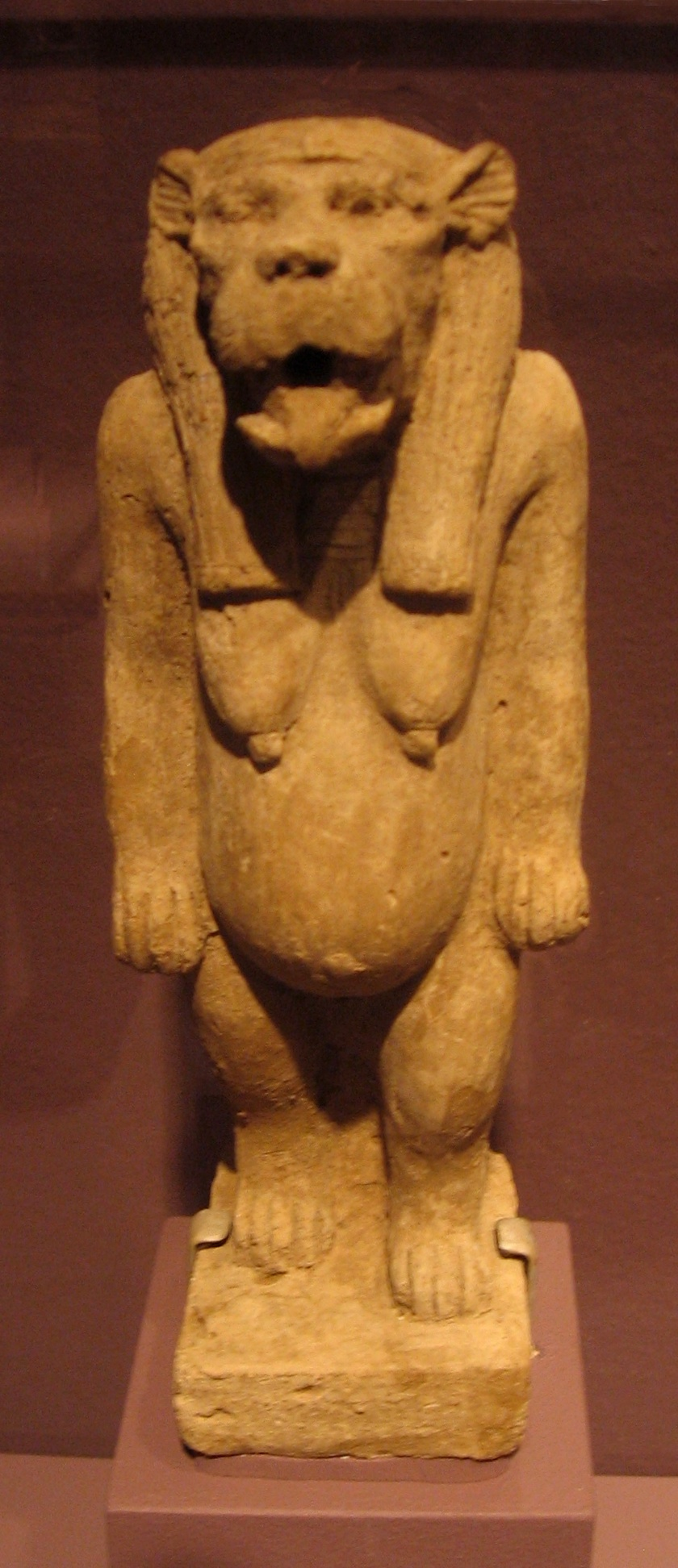
Глиняная статуэтка Таурт найдена в основании стены пирамиды Анламани. Музей изящных искусств (Бостон)